# Armínio Pascual
Armínio de Moura Pascual (Rio de Janeiro, 4 de abril de 1920 — Petrópolis, 31 de agosto de 2006) foi um pintor do Brasil, discípulo de Armando Viana e de Gérson de Azeredo Coutinho.
Era membro emérito da Academia Brasileira de Belas Artes.